# Szczur śniady
Szczur śniady (Rattus rattus) – gatunek gryzonia z rodziny myszowatych (Muridae). Wywodzi się z krainy orientalnej, ale wraz z człowiekiem skolonizował wszystkie kontynenty oprócz Antarktydy i wielu wysp.

## Klasyfikacja
Gatunek ten został opisany naukowo w 1758 roku przez Karola Linneusza jako Mus rattus; miejsce typowe to Uppsala w Szwecji. Jest to kompleks przynajmniej czterech gatunków, których rozróżnienie i opis wymaga analizy molekularnej. Epitet gatunkowy i współczesna nazwa rodzajowa rattus oznacza, po łacinie, po prostu „szczur”.
Kariotyp szczurów śniadych z Europy i Oceanii tworzy 38 (rzadziej 40) chromosomów. Azjatyckie gryzonie, które mają 42 chromosomy, są obecnie klasyfikowane jako odrębny gatunek – szczur orientalny (Rattus tanezumi). W miejscach, gdzie te formy współwystępują, nie dochodzi do ich krzyżowania; potomstwo uzyskane w warunkach laboratoryjnych najczęściej jest bezpłodne. Populację z wyżyn Cejlonu wyróżnia dominacja kariotypu złożonego z 40 chromosomów.

## Pochodzenie i historia
Szczur śniady wywodzi się z Azji Południowej – Półwyspu Indyjskiego; Rattus rattus sensu stricto pochodzi z obszaru zachodnich Indii i Pakistanu. Został zawleczony we wszystkie części strefy klimatu umiarkowanego, na część strefy tropikalnej i subantarktycznej. Naukowcy opisali cztery epizody globalnej ekspansji szczura śniadego. Około 20 000 lat temu jedna z grup szczurów rozprzestrzeniła się z zachodnich Indii do Azji Zachodniej i dalej do Europy, prawdopodobnie wraz z rozwojem handlu w neolicie i epoce żelaza. 15 000 lat temu występował już na terenach obecnego północnego Izraela, w Europie pojawił się w holocenie i był znany w starożytności. W IV wieku dotarł na Wyspy Brytyjskie wraz z podbojem Brytanii przez Rzymian. Szczury wywodzące się z tej linii dotarły następnie do Afryki i obu Ameryk wraz z europejskimi odkrywcami. Szczury śniade pojawiły się na Haiti wraz z Kolumbem i żyły w osadzie La Navidad; do końca XVI wieku występowały już na wybrzeżach Ameryki Północnej, Środkowej i Południowej. Na wyspach Pacyfiku były obecne w połowie XIX wieku, a prawdopodobnie pojawiły się jeszcze pod koniec XVII wieku.
Około 3500 lat temu inna, wschodnioazjatycka linia szczurów śniadych dotarła do Mikronezji, na Tajwan i Wyspy Japońskie, oraz na Archipelag Malajski i Filipiny. Około 2000 lat temu szczury śniade dotarły na Madagaskar, prawdopodobnie wraz z pierwszymi osadnikami przybywającymi drogą morską przez Zanzibar i Komory.

## Występowanie i środowisko

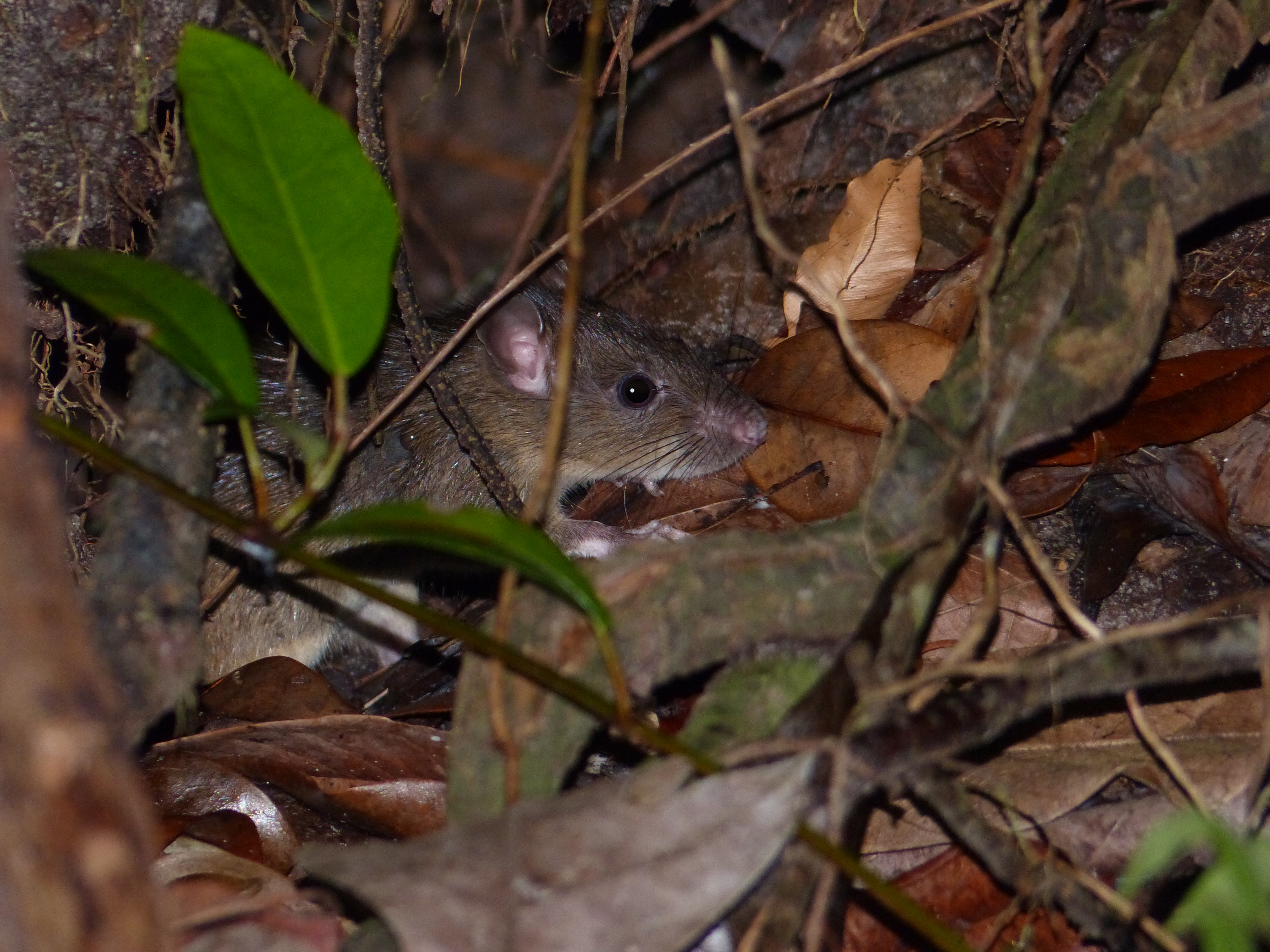
Szczur śniady w naturalnym środowisku w Malezji

Szczury śniade mają ogromne zdolności adaptacyjne i występują w bardzo różnorodnych siedliskach, od poziomu morza do 1080 m n.p.m. w obszarze śródziemnomorskim, a nawet do 3000 m n.p.m. na Hawajach. Najczęściej są spotykane w obszarach nadbrzeżnych, co wynika z ich rozprzestrzenienia wraz z podróżami morskimi ludzi. Występują na wszystkich kontynentach oprócz Antarktydy, między równoleżnikami 55° N i 55° S, tam gdzie średnie temperatury mieszczą się od 1,5 °C do 35 °C. W Polsce jest spotykany głównie w zachodniej części kraju, wzdłuż Odry. Obecnie szczur wędrowny wyparł szczury śniade z wielu obszarów strefy umiarkowanej.
Chociaż szczur śniady często występuje w bliskości wody i umie pływać, to unika tego i mając wybór, nie szuka schronienia w kanałach ściekowych. Jest sprawnym wspinaczem, często jest spotykany w lasach, w koronach drzew, gdzie szuka pożywienia i schronienia; mieszka również w budynkach, gdzie preferuje najwyższe piętra i poddasza. Zasiedla skaliste wybrzeża i klify (np. na Wyspach Brytyjskich). Potrafi także przystosować się do życia w miejscach, gdzie nie ma lasów i wysokich konstrukcji, na przykład na sawannach lub atolach z niską roślinnością.

## Wygląd

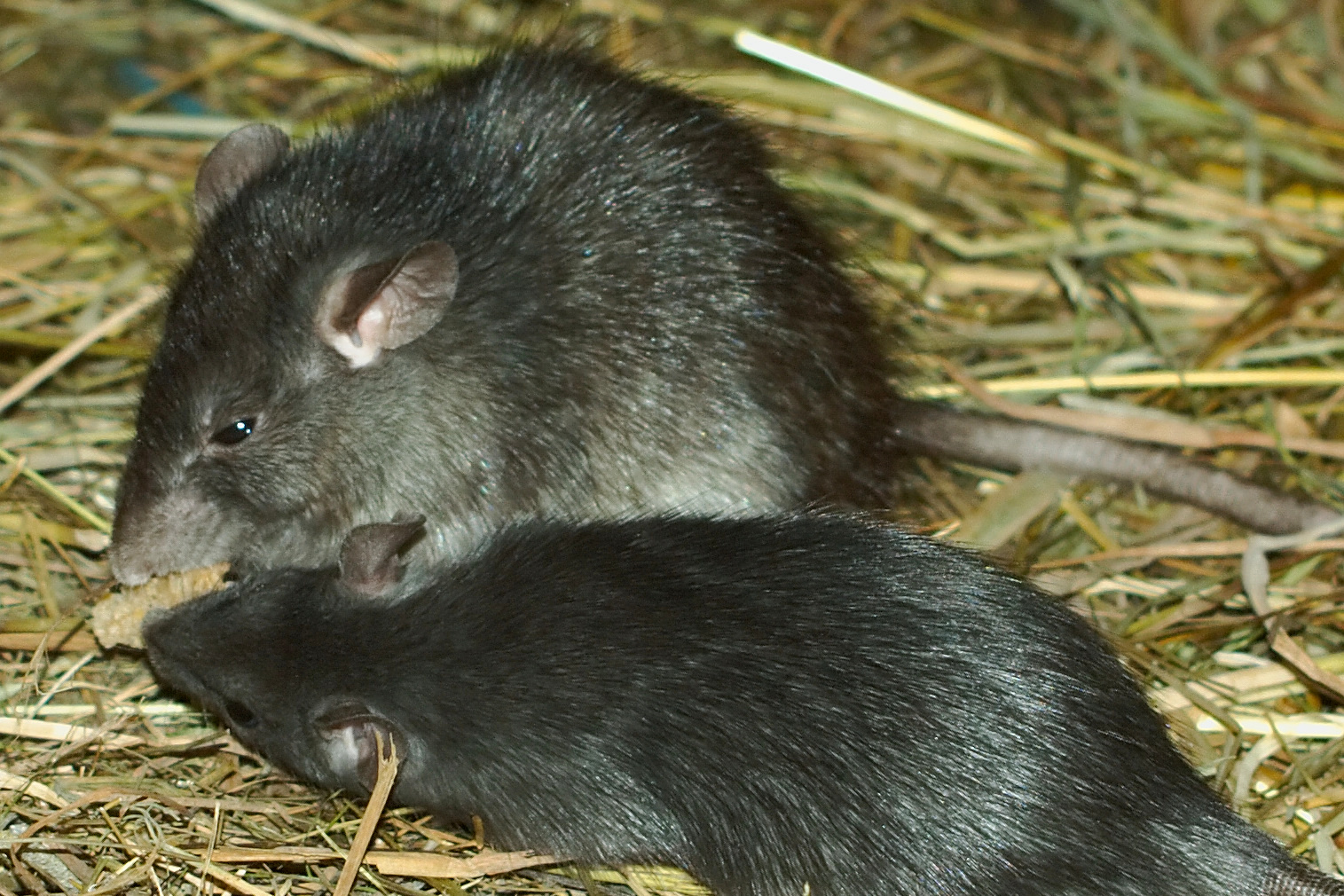
Dwa szczury śniade w zoo w Hamburgu

Jest to smukły szczur o dużych, nieowłosionych uszach. Gatunek ten cechuje polimorfizm ubarwienia i historycznie trzy formy barwne były uznawane za odrębne podgatunki. Szczury śniade o szarobrązowym wierzchu ciała i czysto białym spodzie były zaliczane do podgatunku Rattus rattus alexandrinus, gryzonie z szarobrązowym wierzchem i spodem od płowoszarego do popielatego klasyfikowano jako R. r. frugivorus, a gryzonie o szaroczarnym grzbiecie i spodzie od popielatego aż do form całkowicie melanistycznych były zaliczane do podgatunku nominatywnego R. r. rattus. Jeszcze w 1865 roku stwierdzono jednak, że wszystkie te odmiany mogą się swobodnie krzyżować i w jednym miocie mogą pojawić się młode należące do różnych form barwnych.
Ciało wraz z głową ma długość 16–24 cm, ogon ma 18–26 cm. Ogon jest zawsze dłuższy niż reszta ciała. Masa ciała dorosłego zwykle mieści się w zakresie 120–160 g, ale może przekroczyć 200 g. Samce są dłuższe i cięższe od samic.

Porównanie szczura śniadego (u góry) i wędrownego (u dołu)

Od podobnego szczura wędrownego (Rattus norvegicus) różni się mniejszą masą ciała i długością. Szczur śniady ma ogon dłuższy niż reszta ciała, podczas gdy u wędrownego ogon jest krótszy. Odchody szczura śniadego są niemal dwukrotnie krótsze (6,8–13,8 mm) niż wędrownego (13,4–19,1 mm). Szczury te różni także tryb życia, jako że szczur śniady jest sprawnym wspinaczem, rzadko kopie nory i niechętnie pływa – przeciwnie niż wędrowny.

## Rozmnażanie
Szczur śniady może rozmnażać się przez cały rok, jeżeli pozwalają na to warunki i dostępność pożywienia, najintensywniej latem i jesienią. Gatunek jest poligyniczny. Generalnie największy sukces reprodukcyjny osiąga dominujący w grupie samiec. Samice mogą rodzić młode 5 razy w roku, w odstępach minimalnie 27 dni. Ciąża trwa 20–22 dni, w miocie rodzi się średnio 3–6,5 młodych, w warunkach laboratoryjnych średnio 5–8 (do 10). Młode rodzą się ślepe i nieowłosione, otwierają oczy po 15 dniach i ssą mleko matki przez 21–29 dni. Samce nie uczestniczą w opiece nad młodymi. Młode opuszczają gniazdo po osiągnięciu dorosłych rozmiarów; osiągają dojrzałość płciową mając 3–5 miesięcy.
Gryzonie te żyją w środowisku naturalnym do dwóch lat, częściej rok lub mniej – śmiertelność w pierwszym roku to 91–97%. W niewoli potrafią przeżyć cztery lata.

## Tryb życia
Szczur śniady prowadzi głównie nocny tryb życia, nadrzewny lub naziemny zależnie od zamieszkiwanego terenu. Na ziemi spędza od 30 do 90% czasu. Często się wspina, używając długiego ogona do utrzymania równowagi. Choć unika pływania, to potrafi przepłynąć dystans 300–750 m, kolonizując w ten sposób wyspy.
Szczury śniade tworzą grupy złożone z wielu samców i samic, w których dominuje jeden samiec i podległe mu 2–3 samice. Ich terytoria otaczają źródła pożywienia i są bronione. Na zamieszkiwanym terytorium szczur zwykle używa 3–4 schronień, które mogą znajdować się w dziuplach i szczelinach skalnych, pod stertami drewna lub gęstym poszyciem roślinnym, mogą mieć postać nadrzewnych gniazd, a także podziemnych nor. Areał osobniczy szczura śniadego nie przekracza 100 m², często jest mniejszy.

### Pożywienie

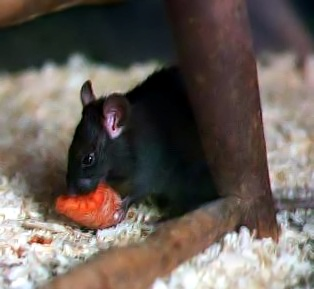
Żerujący szczur

Szczury śniade są wszystkożerne, ale preferują pokarm roślinny. Jedzą owoce, nasiona, zboża i inne rośliny, rzadziej owady i inne bezkręgowce. Dziennie zjadają około 15 g pokarmu i piją 15 ml wody.

### Komunikacja i zmysły
Szczury śniade używają pisków do sygnalizowania zagrożenia i kontaktu z innymi osobnikami. Zostawiają także sygnały zapachowe, oznaczając granice terytorium oleistą wydzieliną. Ustalają hierarchię za pomocą agresywnych póz ciała i przez kontakt fizyczny.

## Interakcje międzygatunkowe
Zależnie od miejsca występowania różne drapieżniki polują na szczury śniade; w miastach i obszarach podmiejskich najgroźniejsze dla szczurów są koty, na mniej zurbanizowanych terenach większą rolę odgrywają inne drapieżniki. Polują na nie ptaki drapieżne, szczególnie sowy takie jak płomykówka zwyczajna, a także jastrzębiowate. Na niektórych wyspach Pacyfiku i Morze Karaibskiego poluje na nie mangusta złocista, a w Nowej Zelandii łasice.
Szczur wędrowny (Rattus norvegicus) jest większy i silniejszy od szczura śniadego i może go zabić. Ten gatunek wyparł szczury śniade z wielu obszarów strefy umiarkowanej.

### Inwazyjność
Będąc gatunkiem inwazyjnym, szczur śniady może skolonizować nowe obszary i wejść w interakcje z przedstawicielami tamtejszej fauny i flory. Zawleczenie przez ludzi szczurów śniadych było bezpośrednią przyczyną wyginięcia wielu gatunków ptaków, małych ssaków, gadów, bezkręgowców i roślin, szczególnie na wyspach. Katastrofalne zapaści populacji ptaków na wyspach są najczęściej związane z aktywnością szczurów śniadych, które zjadają jaja i pisklęta wielu gatunków. Na Pacyfiku najlepiej udokumentowane takie zdarzenia miały miejsce na wyspach Midway (Hawaje), Lord Howe i Taukihepa / Big South Cape Island (Nowa Zelandia). Szczury śniade zjadają nasiona i owoce wielu roślin, co może zagrażać wielu ich gatunkom, ale mogą też rozprzestrzeniać nasiona – zarówno obcych jak i rodzimych gatunków.

### Znaczenie dla człowieka
Szczury śniade są uznawane przez człowieka za bardzo poważne szkodniki, ze względu na to, że zjadają i zanieczyszczają odchodami ziarno, zboża, inne rodzaje pożywienia, a także materiał siewny. Szczury śniade są także wektorami wielu chorób groźnych dla ludzi, które mogą przenosić się na człowieka ze szczura poprzez jego kał, mocz lub nosicieli pośrednich.

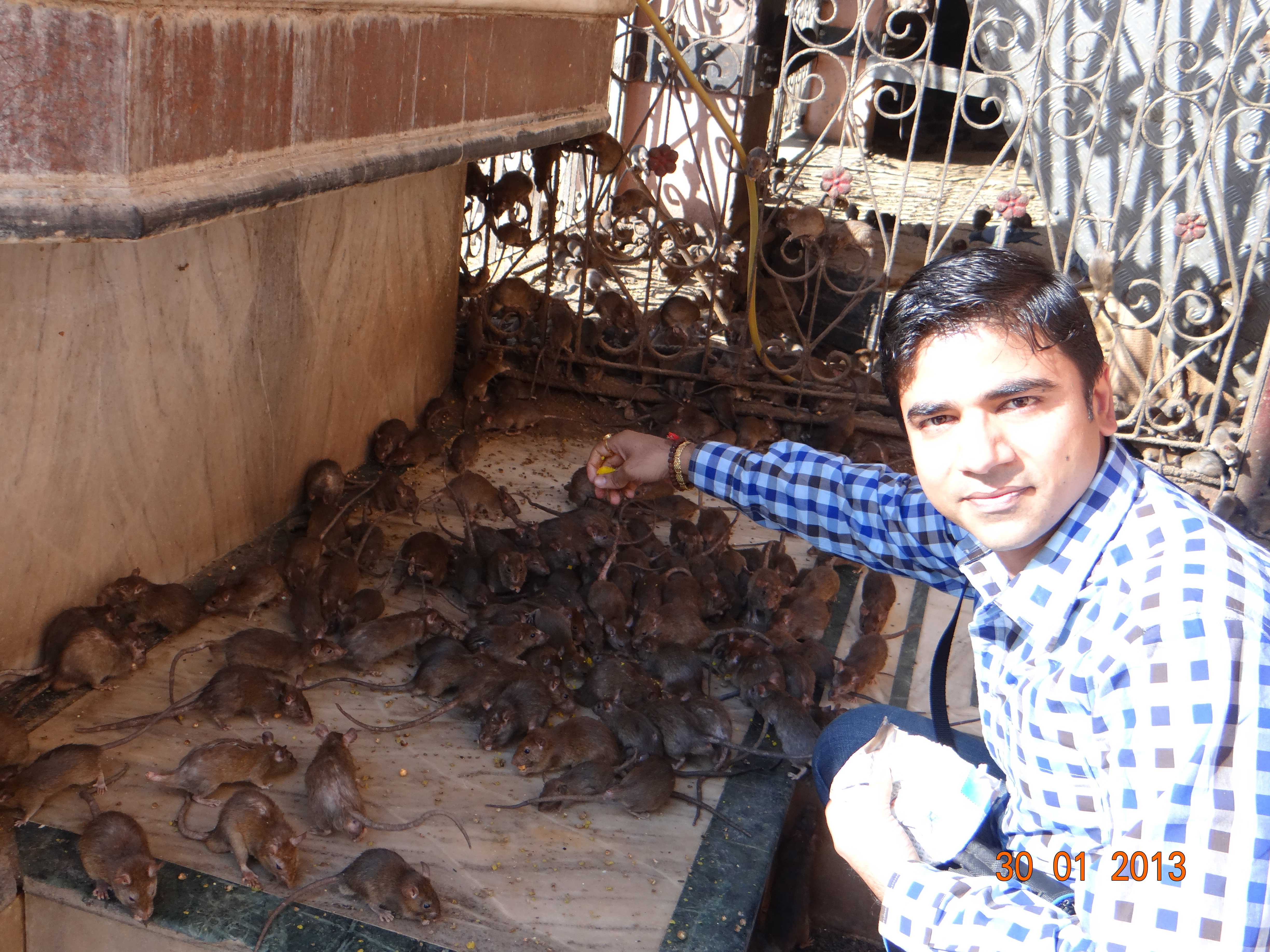
Pielgrzym ofiarowuje prasadam świętym szczurom

Nie wszędzie jednak szczurom przypisuje się tylko negatywne znaczenie. W zachodnich Indiach znajduje się hinduistyczna świątynia Karni Maty, w której mieszka około 20 tysięcy szczurów śniadych, uznawanych za święte zwierzęta. Szczury mogą stanowić także źródło pożywienia; jedzą je na przykład Musaharowie z Biharu (wschodnie Indie).

## Pasożyty i choroby
Do pasożytów szczurów śniadych należą pchły Xenopsylla cheopis i Nosopsyllus fasciatus, tasiemce Hymenolepis diminuta, Taenia taeniaeformis i Raillietina sp., nicienie Mastophorus muris, Trichuris muris, Syphacia sp. i Nippostrongylus brasiliensis, kolcogłów Moniliformis moniliformis, oraz świdrowiec szczurzy (Trypanosoma lewisi).
Pchły żerujące na szczurach śniadych mogą przenosić na człowieka choroby bakteryjne, takie jak dżuma i leptospirozy. Epidemie dżumy w przeszłości, takie jak czarna śmierć z XIV wieku, są powszechnie wiązane z rozprzestrzenieniem choroby przez szczurze pchły, chociaż niewykluczona jest także rola wszy i pcheł pasożytujących bezpośrednio na ludziach. Szczury śniade nie są odporne na dżumę i giną w ciągu kilku dni, w związku z czym wybuchowi epidemii towarzyszy masowe ginięcie tych gryzoni. Wybuchy epidemii dżumy wiązane ze szczurami występują również współcześnie, np. na Madagaskarze.
Pasożytujący na szczurach śniadych tasiemiec Hymenolepis diminuta wywołuje u ludzi hymenolepiozę, a tasiemiec Angiostrongylus cantonensis, który może przenieść się przez zainfekowane mięczaki powoduje angiostrongyliozę, przeciw której nie ma jak na razie szczepionki.
Zarejestrowano jedynie nieliczne przypadki zarażenia człowieka wścieklizną przez szczura i inne małe gryzonie. Małe gryzonie rzadko przeżywają ataki większych zwierząt zarażonych wścieklizną (np. lisów i psów), a zarażone nią bardzo szybko umierają. W latach 1954–1970 w Stanach Zjednoczonych znaleziono łącznie 39 przypadków dzikich szczurów chorych na wściekliznę; w latach 1990–1994 w Polsce na 12 230 przypadków zwierząt chorych na wściekliznę stwierdzono jedynie 4 szczury.

## Populacja i kontrola
Szczur śniady ma wyjątkowo duży zasięg występowania i wykazuje olbrzymie zdolności do adaptacji do zmian środowiska. Nie są znane zagrożenia dla tego gatunku. Międzynarodowa Unia Ochrony Przyrody uznaje szczura śniadego za gatunek najmniejszej troski.
Szczury śniade są najczęściej uznawane za szkodniki, ze względu na związane z nimi zagrożenia dla ludzi i chronionych gatunków; są najczęściej tępione za pomocą pułapek i trucizn. Stosowane są też ogrodzenia, uniemożliwiające im dostęp na tereny objęte ochroną (m.in. w Nowej Zelandii). Szczury są szczególnym zagrożeniem dla ekosystemu wysp, dlatego najlepszą metodą ochrony jest zapobieganie ich przybyciu. Jedyną sprawdzoną metodą deratyzacji wysp są trutki, szczególnie antykoagulanty, które jednak mogą zagrozić także lokalnej faunie. Największą wyspą, z której usunięto szczury śniade jest australijska subantarktyczna wyspa Macquarie.